# Gouvernement Aristide Briand (2)
Pour les articles homonymes, voir Gouvernement Aristide Briand.
Troisième République
Aristide Briand I Ernest Monis
Le deuxième gouvernement Aristide Briand est le gouvernement de la Troisième République en France du 3 novembre 1910 au 2 mars 1911.

## Composition

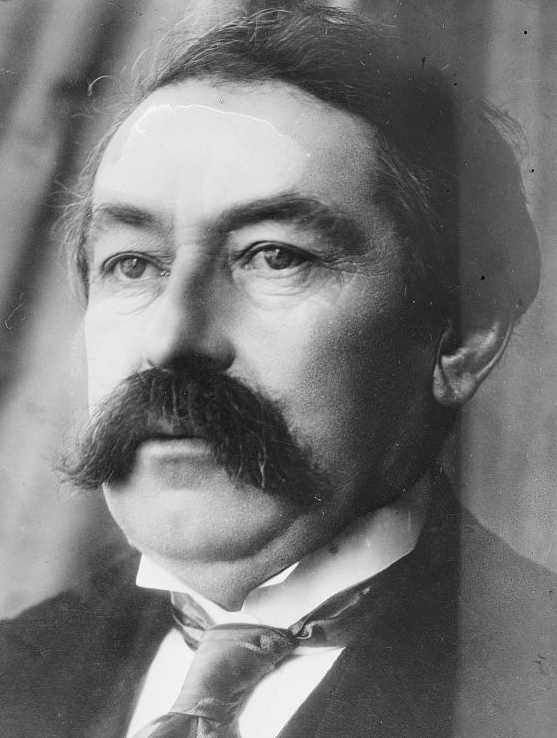
Aristide Briand

| Portefeuille                                            | Titulaire | Titulaire                               | Parti |
| ------------------------------------------------------- | --------- | --------------------------------------- | ----- |
| Président du Conseil                                    |           | Aristide Briand                         | SI    |
| Ministres                                               |           |                                         |       |
| Ministre de l'Intérieur et des Cultes                   |           | Aristide Briand                         | SI    |
| Ministre de la Justice                                  |           | Théodore Girard                         | SE    |
| Ministre des Affaires étrangères                        |           | Stephen Pichon                          | PRRRS |
| Ministre des Finances                                   |           | Louis-Lucien Klotz                      | PRRRS |
| Ministre de la Guerre                                   |           | Jean Brun (jusqu'au 23 février 1911)    | SE    |
| Ministre de la Guerre                                   |           | Aristide Briand                         | SI    |
| Ministre de la Marine                                   |           | Auguste Boué de Lapeyrère               | SE    |
| Ministre des Travaux publics, des Postes et Télégraphes |           | Louis Puech                             | PRRRS |
| Ministre du Travail                                     |           | Louis Lafferre                          | PRRRS |
| Ministre de l'Instruction publique                      |           | Maurice-Louis Faure                     | PRRRS |
| Ministre de l'Agriculture                               |           | Maurice Raynaud                         | PRRRS |
| Ministre du Commerce                                    |           | Jean Dupuy                              | ARD   |
| Ministre des Colonies                                   |           | Jean Morel                              | RI    |
| Sous-secrétaires d’État                                 |           |                                         |       |
| Sous-secrétaire d'État à la Guerre                      |           | Joseph Noulens                          | PRRRS |
| Sous-secrétaire d'État aux Finances                     |           | André Lefèvre (jusqu'au 3 février 1911) | SI    |
| Sous-secrétaire d'État à la Marine                      |           | Gabriel Guist'hau                       | PRRRS |
| Sous-secrétaire d'État aux Beaux-Arts                   |           | Étienne Dujardin-Beaumetz               | RI    |

## Fin du gouvernement et passation des pouvoirs
Aristide Briand cède une nouvelle fois à l’opposition majoritairement socialiste, il présente sa démission le 27 février 1911. Il sera remplacé par Ernest Monis.

## Actions du gouvernement
- création du code du travail (France) 